# Krzyżowniki (powiat poznański)
Krzyżowniki – wieś w Polsce położona w województwie wielkopolskim, w powiecie poznańskim, w gminie Kleszczewo przy drodze wojewódzkiej nr 434.
Wieś  szlachecka Krziżewniki położona była w 1580 roku w powiecie poznańskim województwa poznańskiego.  W latach 1975–1998 miejscowość należała administracyjnie do województwa poznańskiego.
W pobliżu miejscowości znajduje się MOP Krzyżowniki dla jadących autostradą A2 w kierunku Warszawy.